# Coloanele de muncă NKVD
Coloanele de muncă NKVD (în rusă рабочие колонны НКВД), cunoscute cu numele neoficial  Armata muncii (în rusă Трудовые армии), au fost formațiuni de muncă militarizată în Uniunea Sovietică create în timpul Marelui Război Patriotic pentru anumite categorii de populație, atât cetățeni sovietici cu drepturi depline, cât și cetățeni cu drepturi civile restrânse.

## Istoric
Colectivele temporare de muncă au fost create în timpul celui de-al Doilea Război Mondial ca batalioane de muncă incluse în sistemul NKVD-ului și Ministerului Afacerilor Interne⁠(d) ale Uniunii Sovietice. După încheierea conflangrației mondiale, a continuat să existe un număr redus de coloane de muncă. Termenul „Armata muncii” nu este menționat în documentele sovietice din timpul războiului. În domeniul sovietic al muncii, termenii asociați au fost „serviciu de muncă”, „legislație a muncii” sau „rezerve de muncă” .
Profesorul doctor în științe istorice Arkadi Adolfovici Herman, unul fondatorii „Asociației internaționale a cercetătorilor istoriei și culturii germanilor ruși” descrie apariția acestui termen :
„ Termenul „armată a muncii” însuși a fost împrumutat de la armatele muncii care au existat de fapt în timpul războiului civil („Armata revoluționară a muncii”). El nu este găsit în niciun document oficial al anilor de război, în corespondența oficială, rapoartele organelor de stat și economice. Soldați ai armatei a muncii au fost numiți cei care au fost înrolați de comisariatele militare de recrutare și mobilizare pentru efectuarea serviciului de muncă obligatorie, ca parte a detașamentelor și coloanelor de muncă cu o structură militară strict centralizată, care locuiau în barăcile  lagărelor NKVD-ului sau în întreprinderi și șantiere ale altor comisariate ale poporului în „zone” împrejmuite și păzite, cu reglementări interne militare. Autodefniindu-se soldați ai armatei muncii, acești oameni au dorit astfel să-și ridice cumva statutul social, care fusese diminuat de autoritățile statului la nivelul  prizonieri.”— Arkadi Adolfovici Herman, „Istoria germanilor ruși”, § 8.4. „Armata Muncii”

## Mobilizarea

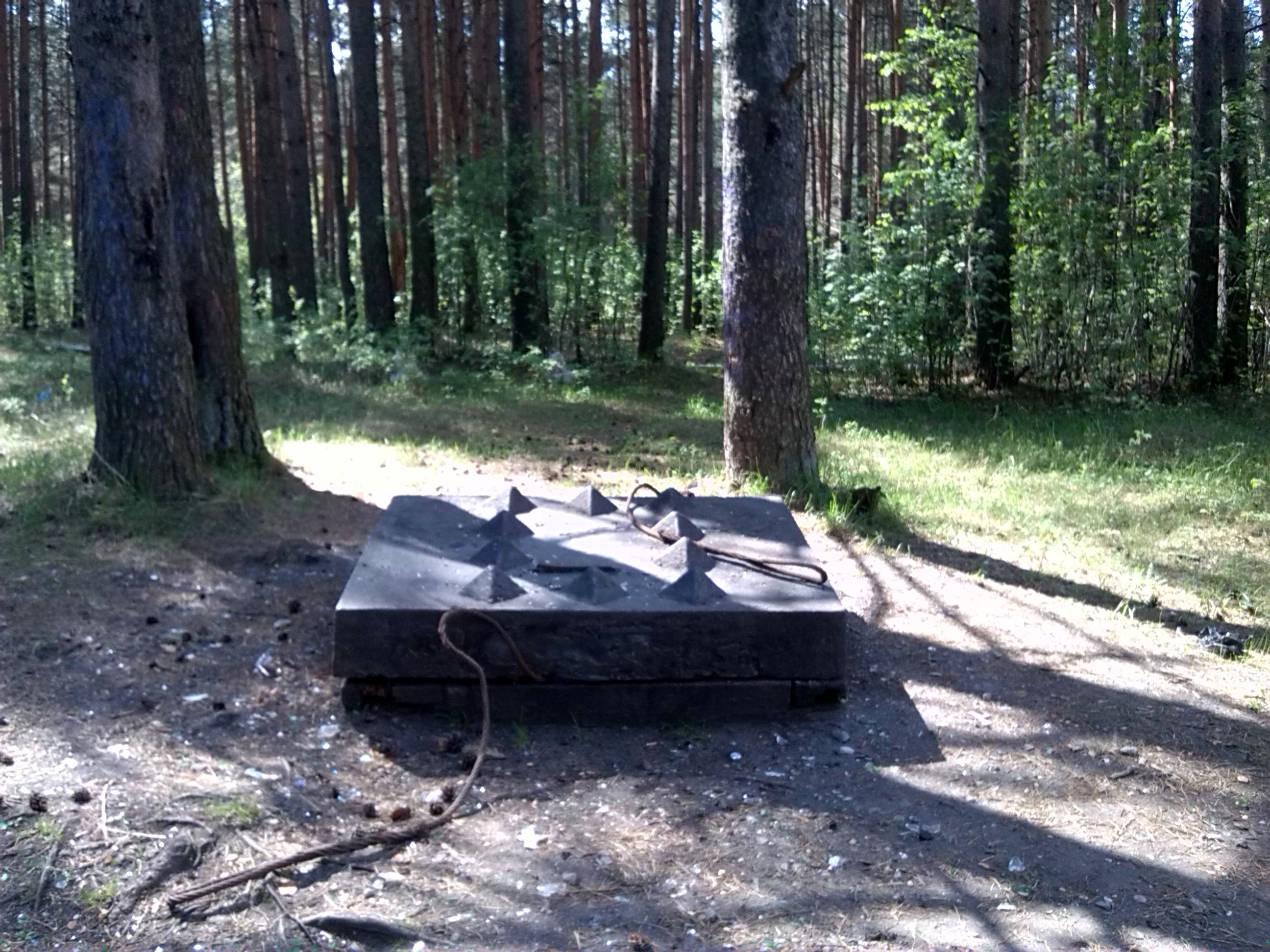
Placa memorială la locul de înmormântare a contingentului special din parcul Komsomolului din orașul Karpinsk

Cetățenii sovietici care au fost supuși muncii forțate au fost etnici germani, ruși, ucraineni, finlandezi, români, maghiari, italieni, estonieni, letoni, lituanieni. Mai târziu, coreenii, bielorușii, kalmucii, baskirii, tătarii și reprezentanți ai altor națiuni și grupuri etnice au suferit aceiași soartă. Ei au fost membri ai grupurilor etnice sau popoarelor asociate cu țările care luptau împotriva Uniunii Sovietice. Marea majoritate a fost formată din etnici germani, care au fost grosul celor mobilizați în „armata muncii” . Germanii, militari de carieră, studenții și personalul civil din unitățile militare ale Armateri Roșii (atât cele de pe front câț și cele din rezervă) și instituțiile de învățământ militar au fost retrași din serviciul activ și trimiși în balalioanele de construcții prin Directiva 35105 din 8 septembrie 1941.  
Cei mobilizați nu au fost considerați oameni liberi și, deși nu puteau servi în armata sovietică, au fost considerați recrutați pentru serviciul activ. Controlul aspra mobilizării și întreținerii mobilizaților a fost încredințat NKVD-ului. Cei mobilizați au fost trimiși în coloane de muncă în mine, exploatări forestiere, în constucții și chiar în instalații nucleare secrete . Walfred Anderson (născut în 1918), soldat al armatei Armatei populare a Republicii Democrate Finlandeze a fost trimis de autoritățile sovietice să lupte împotriva Finlandei. Când Finlanda s-a alăturat Germaniei în atacul împotriva URSS-ului, finlandezii sovietici au fost trimiși în coloanele de muncă NKVD în Siberia. Anderson a descris anii petrecuți în apropiere de Celeabinsk astfel :
„ [Am trăit] ca prizonieri: garduri de sârmă, gardieni în jurul nostru.”
Regimul celor mobilizați în „armatei muncii” în coloanele de lucru ale șantierelor NKVD și în lagărele de muncă corecțională a fost mai dur decât al celor din coloanele de lucru situate în „zone” speciale. Părăsirea zonei era permisă doar cu permise individuale speciale sau în formații comandate de șeful coloanei sau de un alt conducător. Toate încălcările regulamentelor au fost înregistrate în dosarele personale ale mobilizaților, care fuseseră deschise în momentul intrării în lagăr. Pedeapsa capitală prin împușcare a fost aplicată pentru dezertare și refuzul de a merge la muncă
Prin hotărârea Comitetul de Stat pentru Apărare (Государственный комитет обороны – GKO ) Nr. 1123 din 10 ianuarie 1942 , Comisariatul Poporului pentru Apărare al URSS (Народный комиссариат обороны Советского Союза – NKOSS) a primit ordinul să trimită forțat la muncă aproximativ 120.000 de bărbați germani cu vârste cuprinse între 17 și 50 de ani dintre cei deportați în regiunile Novosibirsk și Omsk, ținuturile  Krasnoiarsk și  Altai și RSS Kazahă. Rezoluția Comitetului de Stat pentru Apărare al URSS nr. 1281 datată 14 februarie 1942 a  a extins semnificativ lista teritoriilor din care germanii au fost supuși mobilizării. În cele din urmă, decretul GKO nr. 2383 din 7 octombrie 1942 mobilizarea a fost extinsă la germanii cu vârste cuprinse între 15 și 55 de ani, iar toate femeile germane cu vârsta cuprinsă între 16 și 45 de ani au fost mobilizate la rândul lor prin acest decret (cu excepția femeilor însărcinate și a celor cu copii sub 3 ani ani).
În timpul  războiului, mina de bauxită Severouralsk, care era singura bază pentru exploatarea bauxitei din URSS, a fost clasată printre întreprinderile de apărare. Germanii sovietici din lagărul de muncă corecțională Bogoslovsk (Bogoslovsklag) al NKVD-ului au lucrat la mina Severouralsk și la fabrica de alumină Bogoslovsk.
În total, din 1941 până în 1945, 70.610 de persoane din contingentele speciale au lucrat în Bogoslovlagul, dintre care 20.711 erau germani sovietici. Au fost mobilizați muncitori germani din regiunile sudice ale Ucrainei, din Caucazul de Nord și din alte regiuni ale țării au fost aduși pe 21 septembrie 1941. Un al doilea contingent de 11.342 de mobilizați în „armatele muncii” a sosit în februarie 1942 din Omsk (11 342 de persoane). Compoziția etnică a lagărului din acel moment era foramată din 98,9% germani ruși, originari din regiunile rusești Povolgia și Volga-Viatka, Ucraina, Moldova și Crimeea. Femeile reprezentau 0,5% din contingent (110 persoane). În lagărul Bogoslovlagul mobilizații au fost organizați în 5 brigăzi de construcții..
În perioada 1942 – 1947, în lagărul Bogoslovslag a fost organizată o zonă separată pentru germanii ruși mobilizați să lucreze în minele de cărbuni. Tabăra a avut 16 barăci, fiecare cu 25 de camere cu paturi de trei etaje pentru 18 persoane. Teritoriul taberei era îngrădit cu sârmă ghimpată, în colțuri erau 4 turnuri cu paznici înarmați. Tabăra a găzduit peste 7.000 de persoane cu vârste cuprinse între 14 și 65 de ani.
De fapt, orașul Krasnoturinsk și fabrica de aluminiu Bogoslovsk au fost construite prin munca prizonierilor - țărani dezchiaburiți și etnici  germani mobilizați în timpul războiului în „armata muncii”. Rata mortalității la construcții a fost enormă: din cei cincisprezece mii de germani, conform celor mai prudente estimări, au murit aproximativ 20%.. Un monument al etnicilor germani care au murit în timpul construcției a fost ridicat în orașul Krasnoturinsk.
Prizonierii de război sovietici și așa numiții „muncitori din est”  eliberați, care aveau vârsta de recrutare, erau declarați apți pentru serviciul militar și nu erau urmăriți pentru legături cu inamicul, au fost mobilizați în Armata Roșie..
În afară de cetățenii sovietici, în „armatele muncii” au fost incluși și prizonieri de război originari din tările Axei și aliaților lor și persoane internate în ultimele luni ale războiului și în perioada postbelică, care au lucrat în diferite intreprinderi ale industriei de apărare și de expoatare a materiilor prime..

## Demobilizarea
Coloanele de muncă ale NKVD-ului au fost desființateîn 1947. Germanilor supraviețuitori li s-a permis să se întoarcă numai în locurile de evacuare: Urali, Siberia, Kazahstan, unde se aflau rudele lor. Prin decretele Sovietuliu Suprem al URSS din 26 noiembrie 1948, toți cei deportați în timpul celui de-al Doilea Război Mondial au fost condamnați la exil intern pentru totdeauna, iar pentru evadarea din locurile de exil urma să se aplice pedeapsa de 20 de ani de muncă grea (katorga).
La 1 ianuarie 1953 erau mai mult de 1,2 milioane de germani „ coloniști speciali” . Până în 1956, cei mai mulți dintre ei au fost obligați să se prezinte lunar pentru verificare la birourile comandantuli militar local. De la aceste reguli au fost exceptați în principal germanii care au locuit până în 1941 în partea asiatică a URSS (cu excepția Transcaucaziei) și care nu fuseseră supuși evacuării.
Georghi Aleksandrovici Gonciarov, doctor în istorie, profesor la Universitatea de Stat din Celeabinsk , rezumă contribuția „Armatei Muncii” la victorie:
„ Munca în spatele frontului în timpul războiului a devenit atât o faptă eroică, cât și o tragedie pentru poporul sovietic. Unii dintre ei au fost împinși în față pentru ca să contribuie la victoria împotriva inamicului în condiții de neîncredere și izolare. Ei au fost organizați în coloane de muncă și au format un grup social care a avut un statut special, un regim special de detenție și forma speciale de încartiruire. Ei s-au autodenumit „armatele muncii”.”— Вестник Оренбургского государственного университета, № 9 (59), 2006</ref>

## Etapele formării coloanelor de muncă
- Prima etapă - din septembrie 1941 până în ianuarie 1942. În acest moment, pe baza rezoluției Biroului politic al CC al PCUS din 31 august 1941 „Despre germanii care trăiesc în RSS Ucraineană” s-a procedat la mobilizarea pentru muncă a germanlor bărbați care aveau vârsta pentru efectuarea serviciului militar activ.
- A doua etapă - din ianuarie până în octombrie 1942. În această etapă a existat o recrutare în masă a bărbaților germani cu vârste cuprinse între 17 și 50 de ani în detașamentele și coloanele de muncă, inițial cei care au fost deportați și, mai apoi, cei care locuiau permanent în regiunile de est ale țării.
- A treia etapă - din octombrie 1942 până în decembrie 1943. În această etapă au fost mobilizați în masă germanii sovietici, nu numai bărbați, ci și femei.
- A patra etapă - din ianuarie 1944. Condițiile de muncă și cazare au fost îmbunătățite pentru cei mai mulți dintre membrii coloanelor de muncă ale NKVD-ului. În plus, coloanele și detașamentele de muncă au fost parțial desființate. Începând cu 1945, efectivele batalioanelor de muncă au fost completate cu prizonieri de război din Al Treilea Reich sau din a cetățenilor sovietici (foști prozonieri de război și ostarbeiteri) eliberați din captivitatea germană de Armata Roșie sau de aliați și repatriați[18][24].Munca germanilor ruși mobilizați a fost utilizată până în decembrie 1955 în construcția de obiective nucleare secrete în Kîștîm, Oziorsk, Glazov și altele[21].
- Încetarea colonizărilor forțate. În 1955, după vizita oficială în Uniunea Sovietică a cancelarului german Konrad Adenauer, după semnarea unui număr de acorduri sovieto-germane, statutul de „coloniști speciali” al germanilor sovietici a fost desființat. Totuși, germanilor care au fost deportați inițial din regiunile europene și de frontieră (în mod particular, germanii de pe Volga) nu li s-a permis reîntoarcerea în locurile de baștină. În această perioadă a început și emigrarea germanilor sovietici în Germania de Vest.

## Monumente
- Monumentul germanilor sovietic, soldați ai armatei muncii din detașamentul 18-74 Taghillag. Dezvelit în septembrie 1990 în Nijni Taghil[25]
- Monumentul oamenilor armatei muncii din Bogoslovlag. Inaugurat în 1995, în Krasnoturinsk[26]
- Complexul Memorial pentru Oamenii Armatei Muncii - Victime ale represiunii politice, inaugurat în 2004 în Celeabinsk)[27][28]